# Kirata (Hama)
Kirata (arab. قيراطة) – wieś w Syrii, w muhafazie Hama. W 2004 roku liczyła 267 mieszkańców.